# Empis cothurnata
Empis cothurnata är en tvåvingeart som beskrevs av Brulle 1833. Empis cothurnata ingår i släktet Empis och familjen dansflugor. Inga underarter finns listade i Catalogue of Life.